# Guatemalai pálmaliliom
A guatemalai pálmaliliom vagy guatemalai jukka (Yucca gigantea) az egyszikűek (Liliopsida) osztályának spárgavirágúak (Asparagales) rendjébe, ezen belül a spárgafélék (Asparagaceae) családjába tartozó faj.

## Előfordulása
A guatemalai pálmaliliom kertekbe, olykor paliszád növényként is ültetik. A növény őshazája a következő ország területein van: Belize, Costa Rica, Guatemala, Honduras, Mexikó és Panama.

## Megjelenése
A törzs és annak töve gumószerűen megvastagodott. Ágai vastagok, felállók, csúcsukon igen nagy, hosszú levelekből álló üstököt viselnek. A növény legfeljebb 15 méter magas, olykor többtörzsű, villásan elágazó fa, a levélüstökök szorosan összezárulva helyezkednek el. A levél tőr alakú, 60-100 centiméter hosszú és 5-10 centiméter széles, a vállán keskenyedő (de nem nyeles), érdes szélű, alig szúrós csúcsú. A legfiatalabb levelek felállók, a legidősebbek csüngők. Krémfehér virága, csüngő, harang alakú, 6 lepellevelű. 6-8 centiméter hosszú virágai nagy számban fejlődnek, és felálló, akár 90 centiméter magas bugavirágzatba rendeződnek a levélüstök felett. Termése 5-10 centiméter hosszú, 3 rekeszű tok, sok fekete maggal.

## Egyéb
A guatemalai pálmaliliom C-vitaminban gazdag virágait nyersen salátákban vagy tésztába sütve fogyasztják. A legtöbb pálmaliliom megporzását bizonyos molylepkék végzik, amelyek a virágport átviszik más virágokra, petéiket pedig a virágba rakják le. A hernyók a fejlődő magvak egy részét ugyan elfogyasztják, de marad még elegendő mag, amely biztosítja a pálmaliliom szaporodását.

## Rokon fajok
Más, kisebb fajokat is gyakran termesztenek, elsősorban a tőrlevelű pálmaliliomot (Yucca aloifolia), melynek merev, szúrós levelei sárgásfehér szélűek lehetnek. A foszlóslevelű pálmaliliom (Yucca filamentosa) télálló faj, ezért a magyarországi kertekbe is ültethető.

## Képek

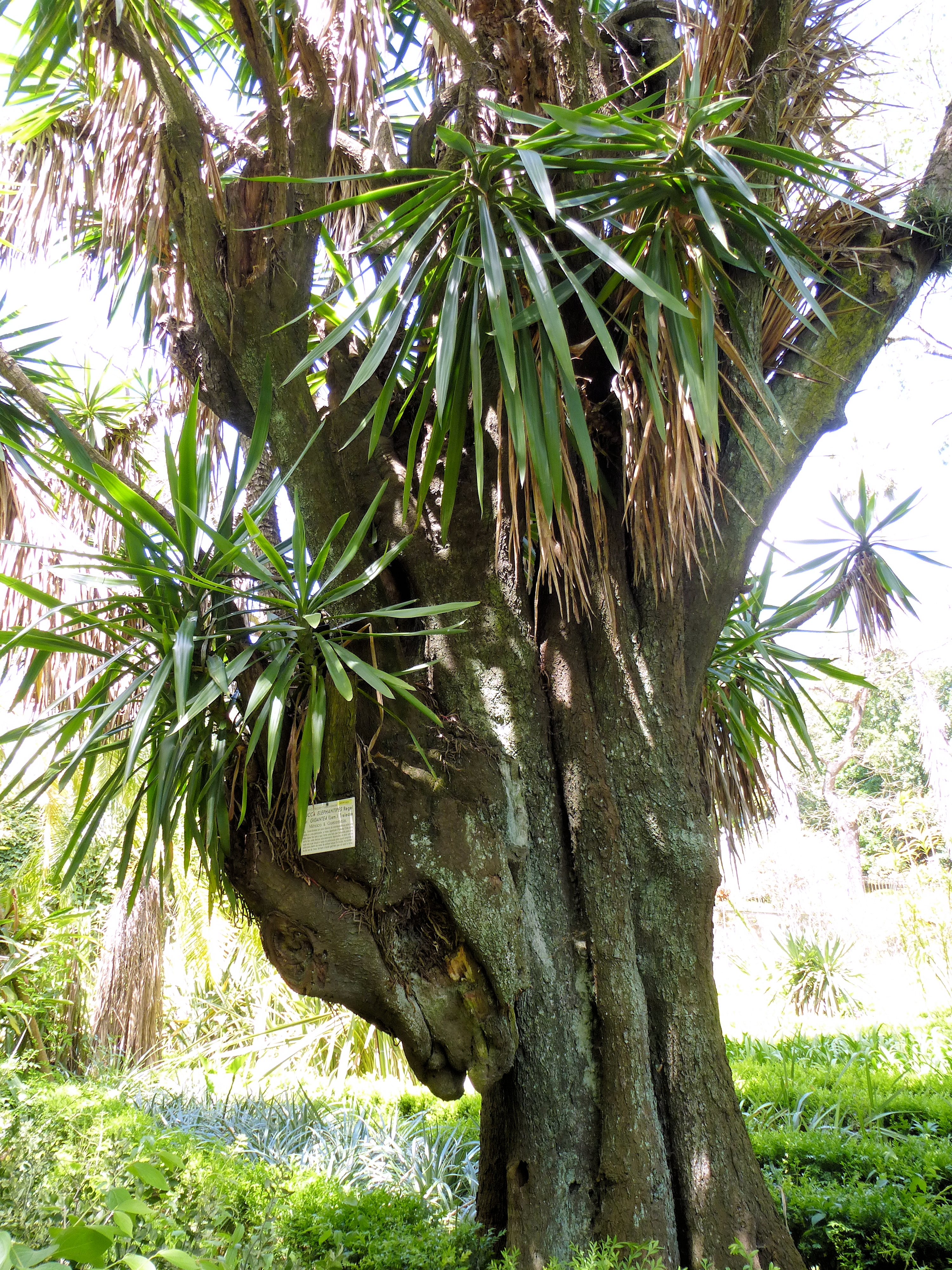
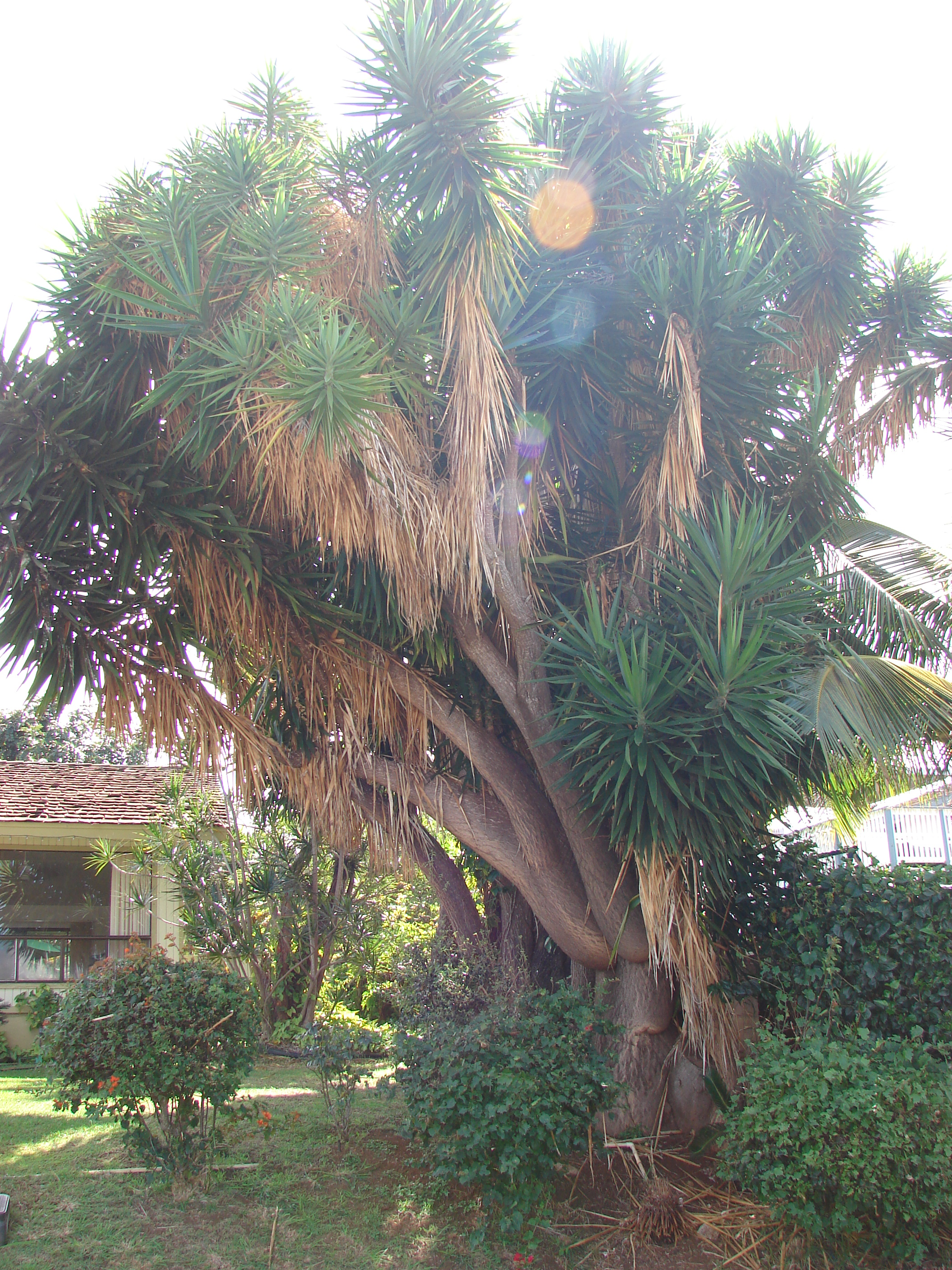
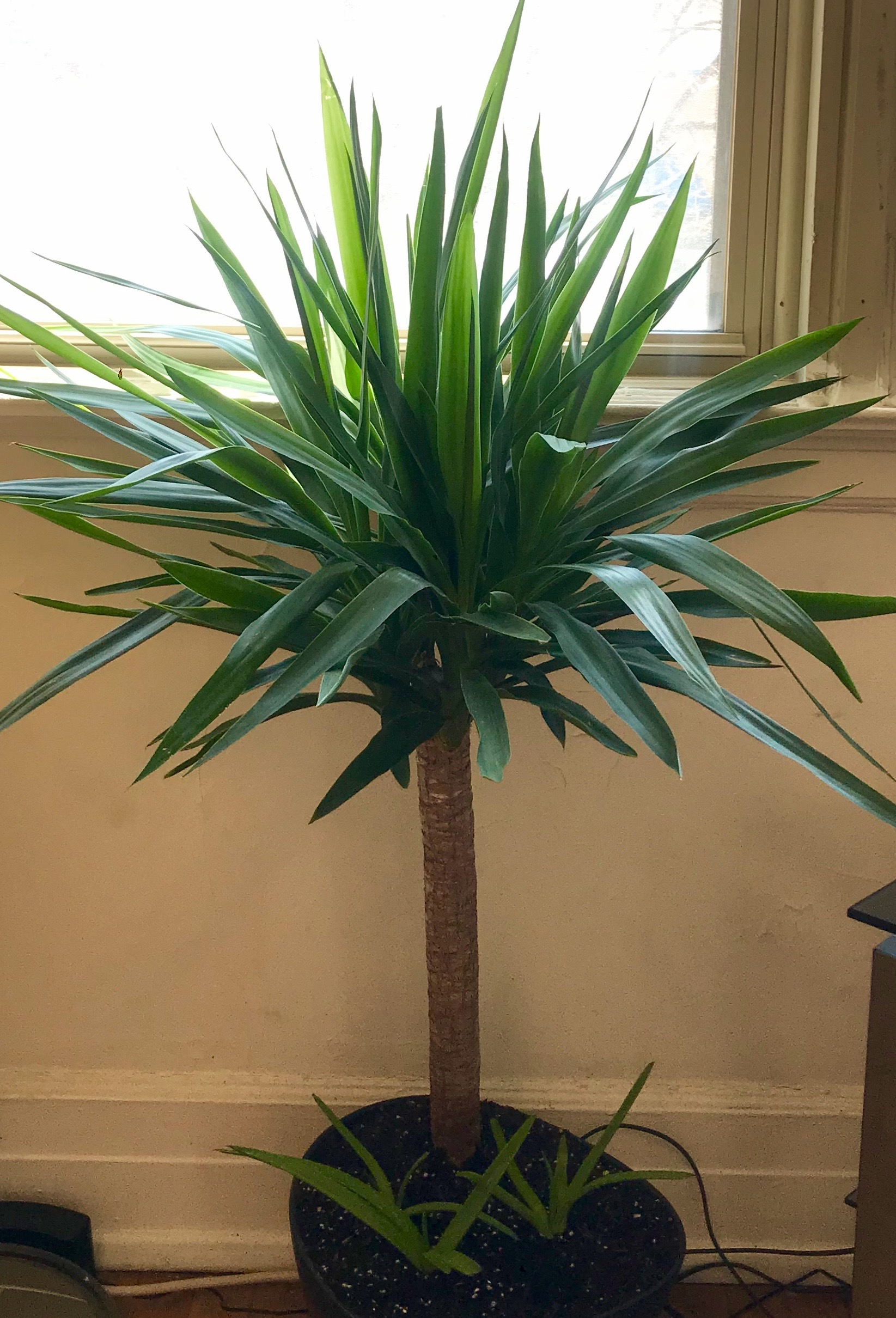
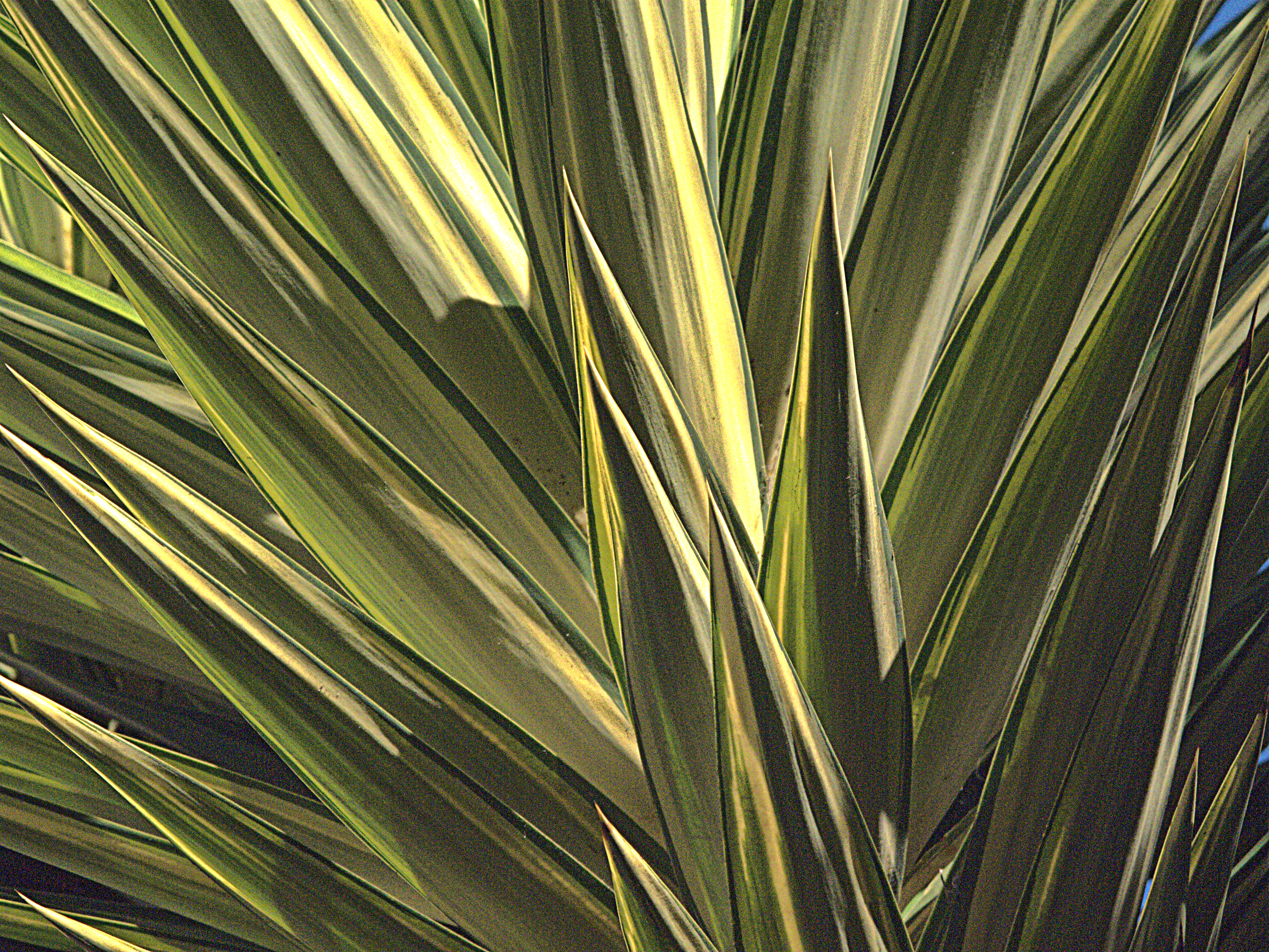
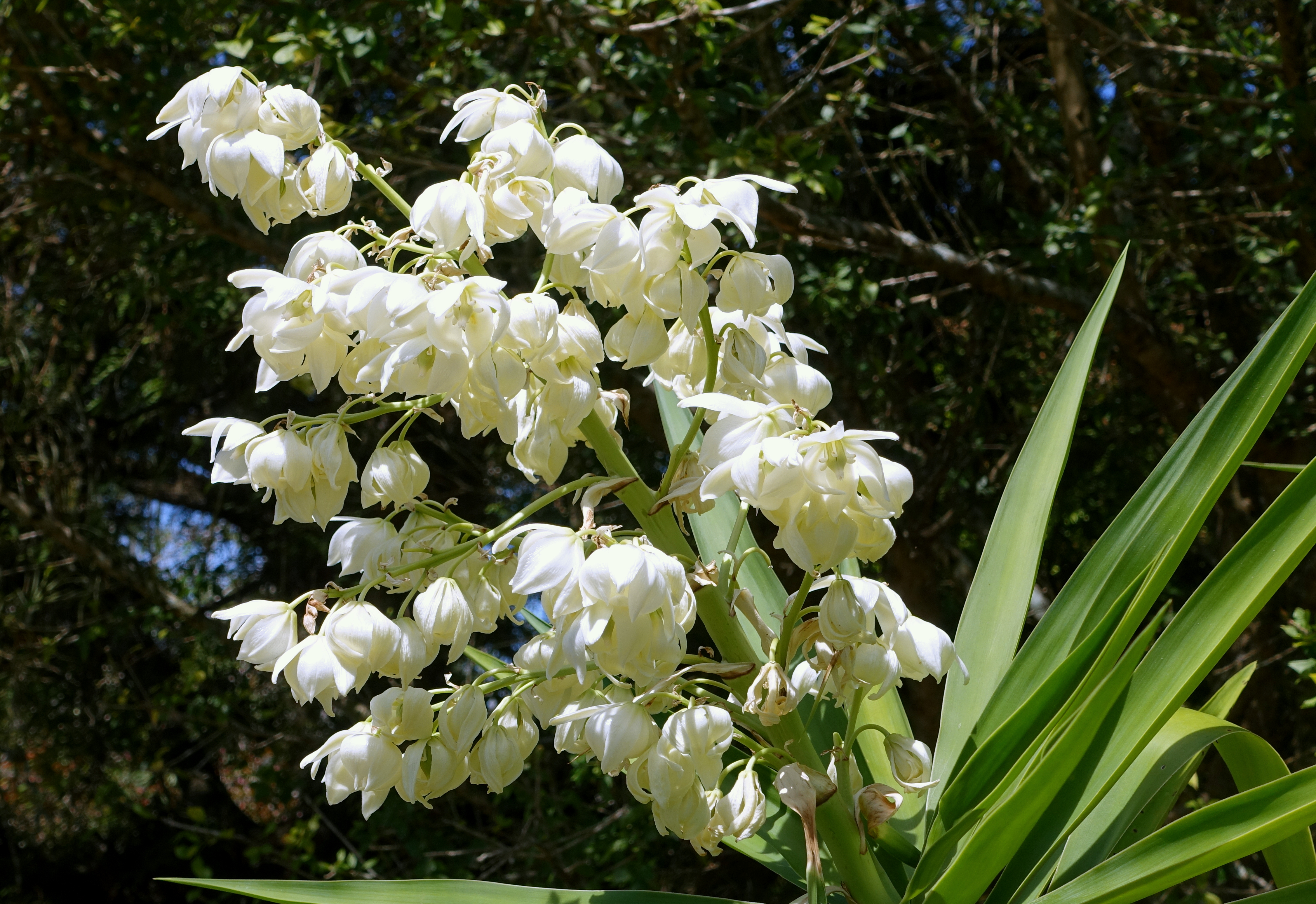